# Ращеня Ілля Васильович
Ілля Васильович Ращеня (нар. 27 травня 1997, Мінськ, Білорусь) — білоруський футболіст, захисник клубу «Смолевичі».

## Клубна кар'єра
Народився в Мінську, вихованець «Енергетика-БДУ». Дорослу футбольну кар'єру розпочав 2014 року в першій команді вище вказаного клубу. Дебютував за «енергетиків» 6 вересня 2014 року в переможному (2:0) домашньому поєдинку 19-го туру Першої ліги проти «Смолевичів». Ілля вийшов на поле на 88-й хвилині, замінивши Владислава Жука. Дебютним голом у дорослому футболі відзначився 17 червня 2018 року на 61-й хвилині переможного (2:1) домашнього поєдинку 11-го туру Першої ліги проти Слоніма. Пащеня вийшов на поле в стартовому складі та відіграв увесь матч. Через конфлікт з представником тренерського штабу першої команди переведений у дубль. Потім відправився в піврічну оренду до т. зв. «Інкомспорту» (Ялта), який виступав у «Прем'єр-лізі КФС». Очолював сімферопольців білоруський тренер Юрій Свірков. У вищому дивізіоні чемпіонату окупованого Криму зіграв 9 матчів. Наприкінці квітня 2020 року Юрій Свірков подав у відставку, разом з тренером залишив кримський колектив й Ілля. Після цього перейшов в оренду до першолігових «Смолевичів», за які зіграв 11 матчів.
На початку січня 2020 року підписав контракт на постійній основі зі «Смолевичами». У Вищій лізі Білорусі дебютував 20 березня 2020 року в нічийному (1:1) виїзному поєдинку 1-го туру проти «Динамо-Берестя». Ращеня вийшов на поле в стартовому складі та відіграв увесь матч, а на 89-й хвилині отримав жовту картку.

## Кар'єра в збірній
Виступав за юнацькі збірні Білорусі (U-17) та (U-19). У 2016 році зіграв 1 матч за молодіжну збірну країни.